# Krisha Dalke
Krisha Dalke (* 16. Dezember 1986 in Wuppertal-Elberfeld) ist ein deutscher Schauspieler und Musicalsänger.

## Leben
Mit 17 Jahren begann Dalke ein Studium im Bereich Gesang, Schauspiel und Tanz an der Folkwang Hochschule in Essen. Dalke wurde noch während seines Studiums an das Colosseum Theater Essen geholt, wo er für Walter Reinolds Soloprogramm Here and Now den Background sang. In dem Musical The Wild Party war er 2005 auf der Bühne zu sehen. Dalke gehörte zu den Preisträgern beim Bundeswettbewerb Gesang in Berlin. Er stand ein Jahr in dem Musical Bat Boy auf der Bühne und spielte 2007 die Titelrolle in der Kinderrevue Der Zauberer von Camelot. Außerdem wirkte er in Elisabeth (Musical) in Berlin sowohl als Rudolf als auch als Lucheni mit. In Tanz der Vampire (Musical) spielte er die Rolle des Alfred. Im November und Dezember sollte er im Musical Vom Geist der Weihnacht die Rollen Junger Scrooge und Mr. Butthead in Füssen, München und Frankfurt übernehmen. 2013 spielte Dalke bei den Burgfestspielen Bad Vilbel.

## Rollen (Auswahl)
- Vom Geist der Weihnacht (Junger Scrooge, Mr. Butthead)
- Tanz der Vampire (Alfred)
- Elisabeth (Baron Hübner, Rudolf, Lucheni)
- Hair (Hiram)